# Batalha de Pisa
A Batalha de Pisa foi travada no começo de 409 nos arredores da cidade italiana de Pisa entre um contingente de 300 hunos comandados pelo general Olímpio e um exército germano-huno liderado pelo nobre Ataulfo, cunhado do rei visigótico Alarico (r. 395–410). Apesar da diferença numérica, Olímpio foi capaz de derrotar Ataulfo e seu exército, obrigando-o a marchar para junto de Alarico. Os visigodos deram prosseguimento à sua invasão à Itália que culminou no Saque de Roma em agosto de 410.

## Antecedentes
Ataulfo estava estacionado com seu exército na região da Panônia desde ao menos 408, provavelmente como tribuno da gente (tribunus gentis) ou prepósito do limite (praepositus limitis). Em 409, recebeu o pedido de ajuda de seu cunhado Alarico que estava nesta época invadindo a Itália. Alarico estava negociando com o imperador Honório (r. 395–423) em Ravena (então capital do Império Romano do Ocidente) e Ataulfo cruzou o Vêneto e dirigiu-se para Pisa, no outro lado da península. Ali encontrou-se com o general Olímpio, o chefe supremo do exército imperial após a queda de Estilicão, e seu contingente de 300 hunos.

## Batalha e rescaldo
O desenrolar da batalha não foi registrado pelas fontes contemporâneas. Somente se sabe que o exército romano era numericamente inferior ao de Ataulfo. As forças rivais encontraram-se em algum local próximo a cidade de Pisa e Olímpio conseguiu derrotar e repelir o exército invasor, que perdeu mais de 1 000 de seus soldados; Thomas S. Burns sugeriu que pereceram 1 100 dos soldados de Ataulfo.
Após ser derrotado, Ataulfo reagrupou seus soldados e marchou em direção de Ravena, onde encontrou-se com Alarico. No mesmo ano, após não conseguir acordar a paz com Honório, Alarico reuniu suas tropas e tentou tomar Roma pela segunda vez. O usurpador Prisco Átalo (r. 409–410), escolhido pelo senado após o ataque de Alarico e talvez sob sua instigação, nomeou Ataulfo conde dos domésticos equestres, posição que reteria até o ano seguinte. Ainda em 409, Ataulfo e Alarico foram convidados pelo general Jóvio a participarem das discussões de paz presididas em Arímino e Ataulfo liderou um grande exército contra seu inimigo pessoal Saro e seus 300 homens em Piceno.